# Erythranthe sierrae
Erythranthe sierrae är en gyckelblomsväxtart som beskrevs av N.S.Fraga. Erythranthe sierrae ingår i släktet Erythranthe och familjen gyckelblomsväxter. Inga underarter finns listade i Catalogue of Life.